# メトロ・デ・サルヴァドール
メトロ・デ・サルヴァドール（ポルトガル語: Metrô de Salvador）は、ブラジル・バイーア州の州都サルヴァドールの都市鉄道・地下鉄である。サルヴァドールメトロとも言われる。正式名称はSistema Metroviário de Salvador e Lauro de Freitas (SMSL)である。

## 概要
2014年6月11日に開業した。CCR Metrô Bahiaにより都市高速鉄道が2路線が運行されている。現代ロテム製の車両が導入されている。2000年に建設が開始されたが、竣工は遅れ2014 FIFAワールドカップに間に合うように部分的に開通した。

## 路線
| 路線名 | 種類     | 開業年 | 距離    | 駅数 | 区間                     |
| ------ | -------- | ------ | ------- | ---- | ------------------------ |
| 1号線  | 都市鉄道 | 2014年 | 12.2 km | 8    | Lapa ↔ Pirajá            |
| 2号線  | 都市鉄道 | 2016年 | 21 km   | 12   | Acesso Norte ↔ Aeroporto |

1号線は2014年6月11日に開業。 Brotas駅ではFIFAワールドカップの会場となったサッカースタジアムのアレーナ・フォンチ・ノヴァに接続している。2号線は2016年12月5日に開業し、ディユタード・ルイス・エドワルド・マガリャエス国際空港まで運行している。ラウロ・ジ・フレイタスまで延伸する予定。
地下区間は1号線のLapa駅とCampo da Pólvora駅の2駅、1.4kmのみである。

## 近郊鉄道
この2路線の他に、狭軌のメーターゲージ（1,000 mm）の近郊鉄道が運行されている。総延長13.5 km、10駅。30 - 45分おきに運転。

## ギャラリー

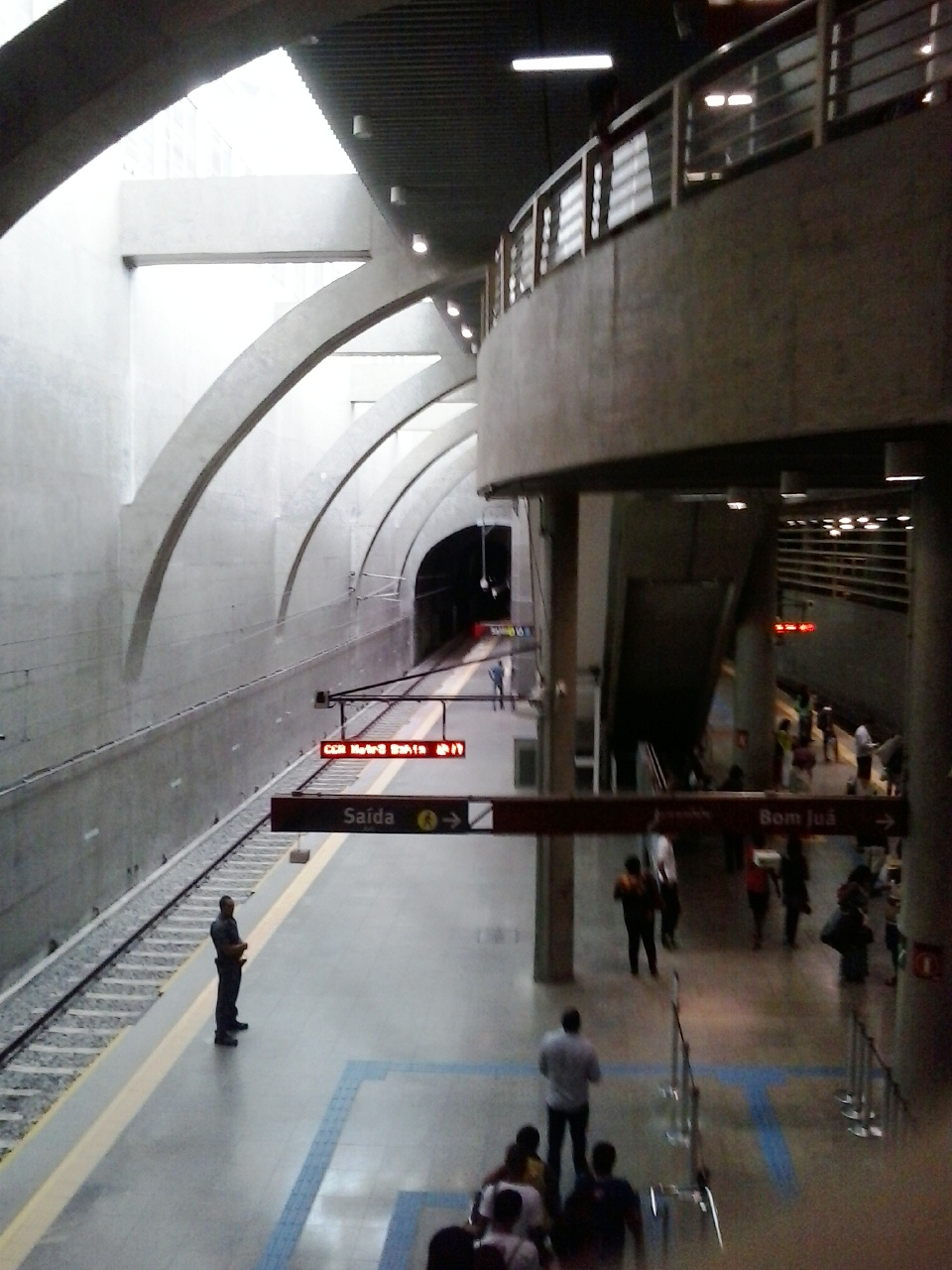
Lapa駅
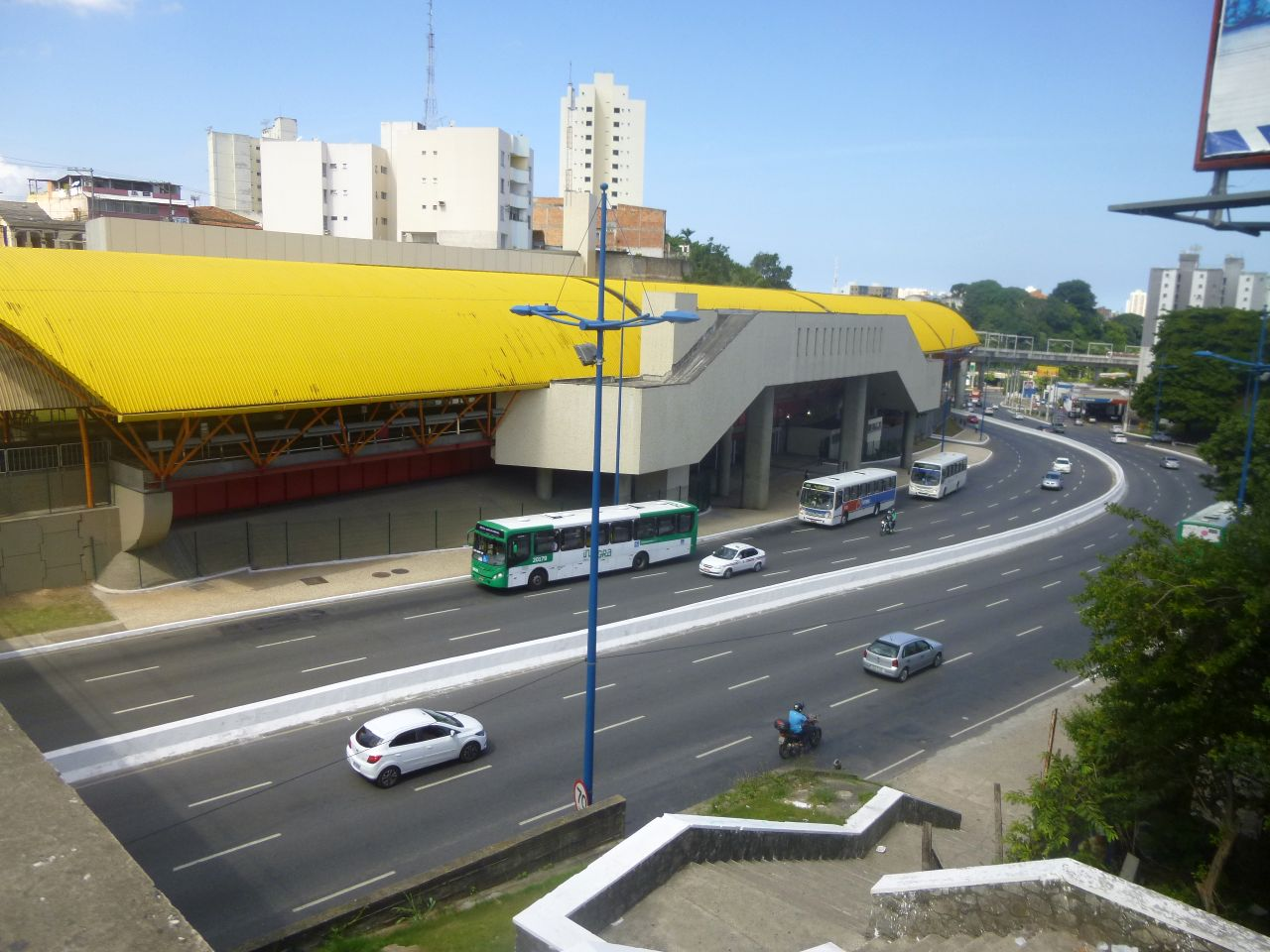
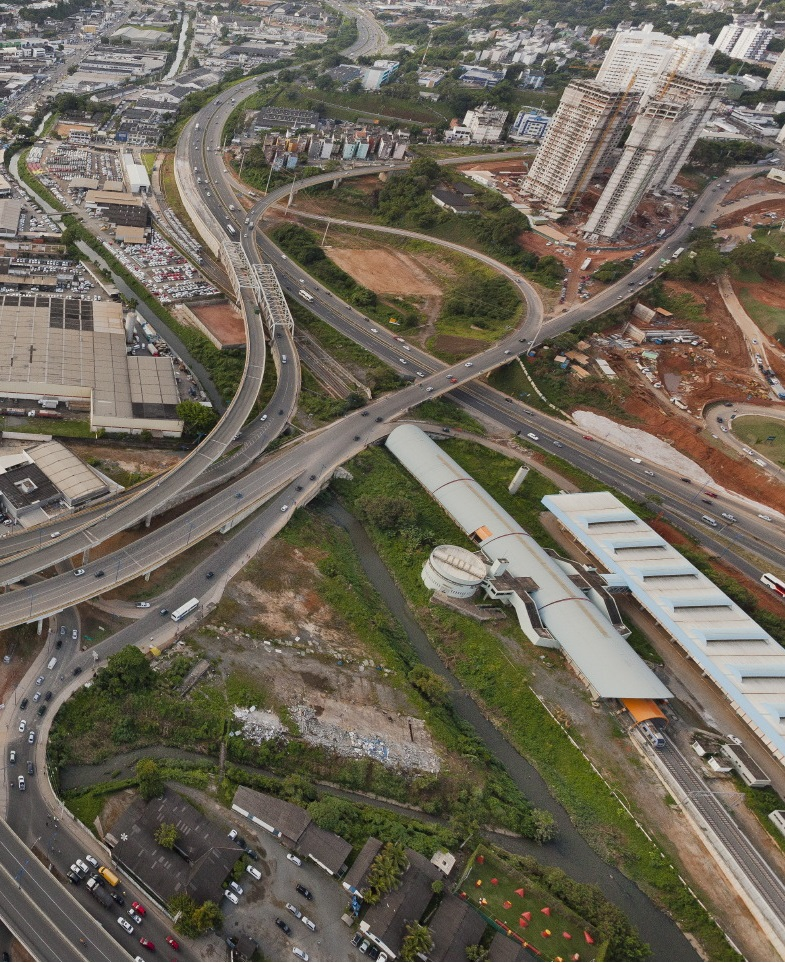
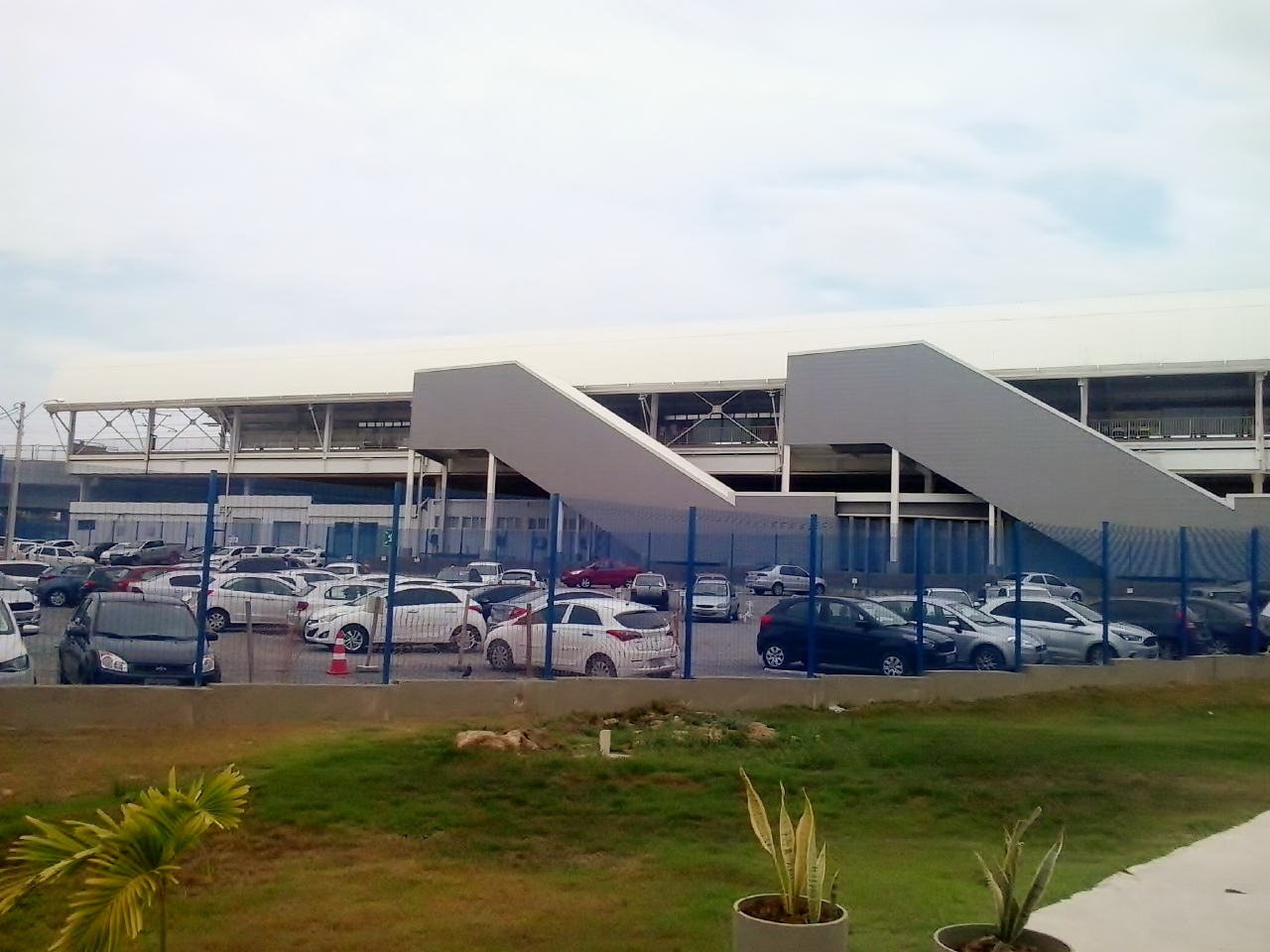
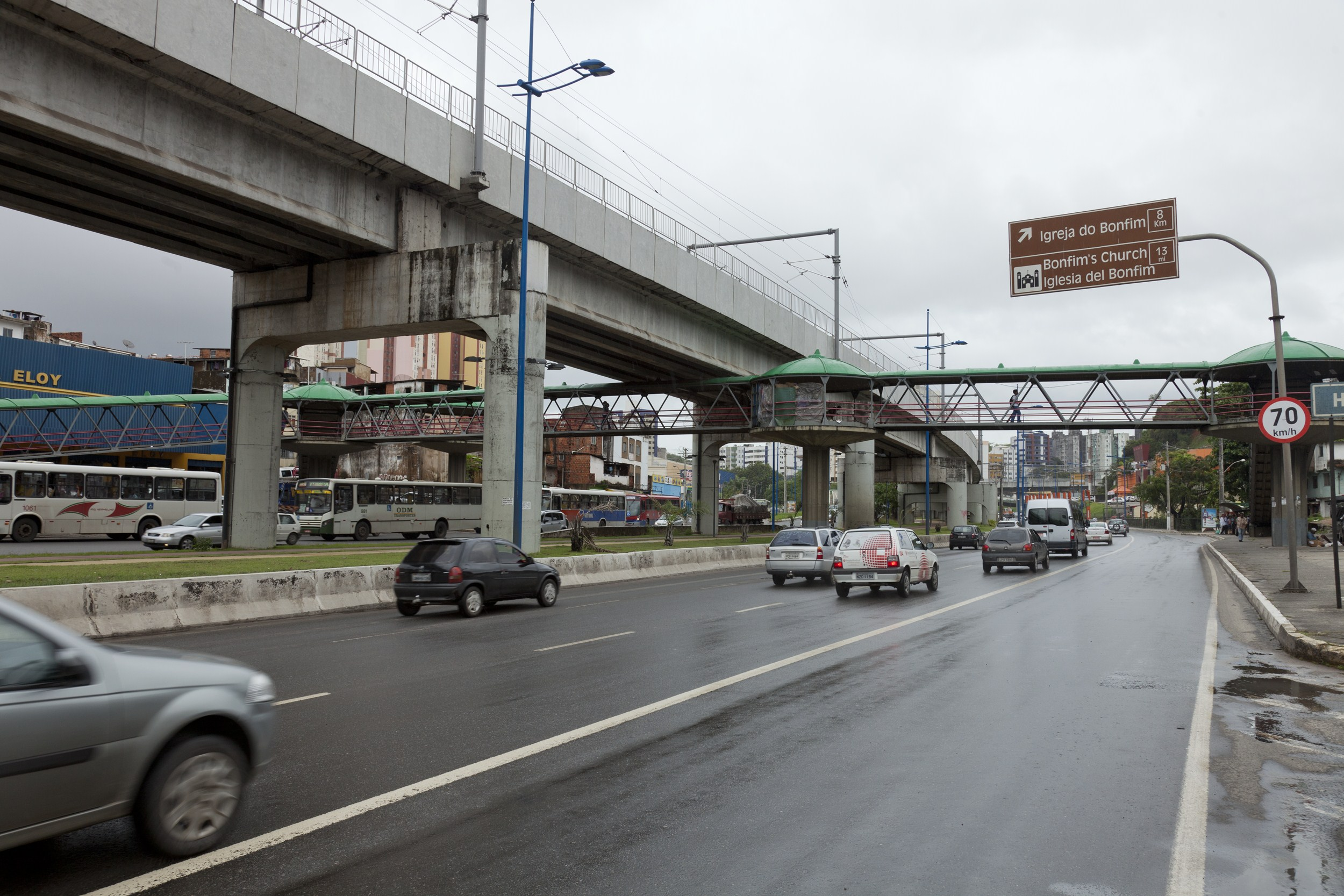
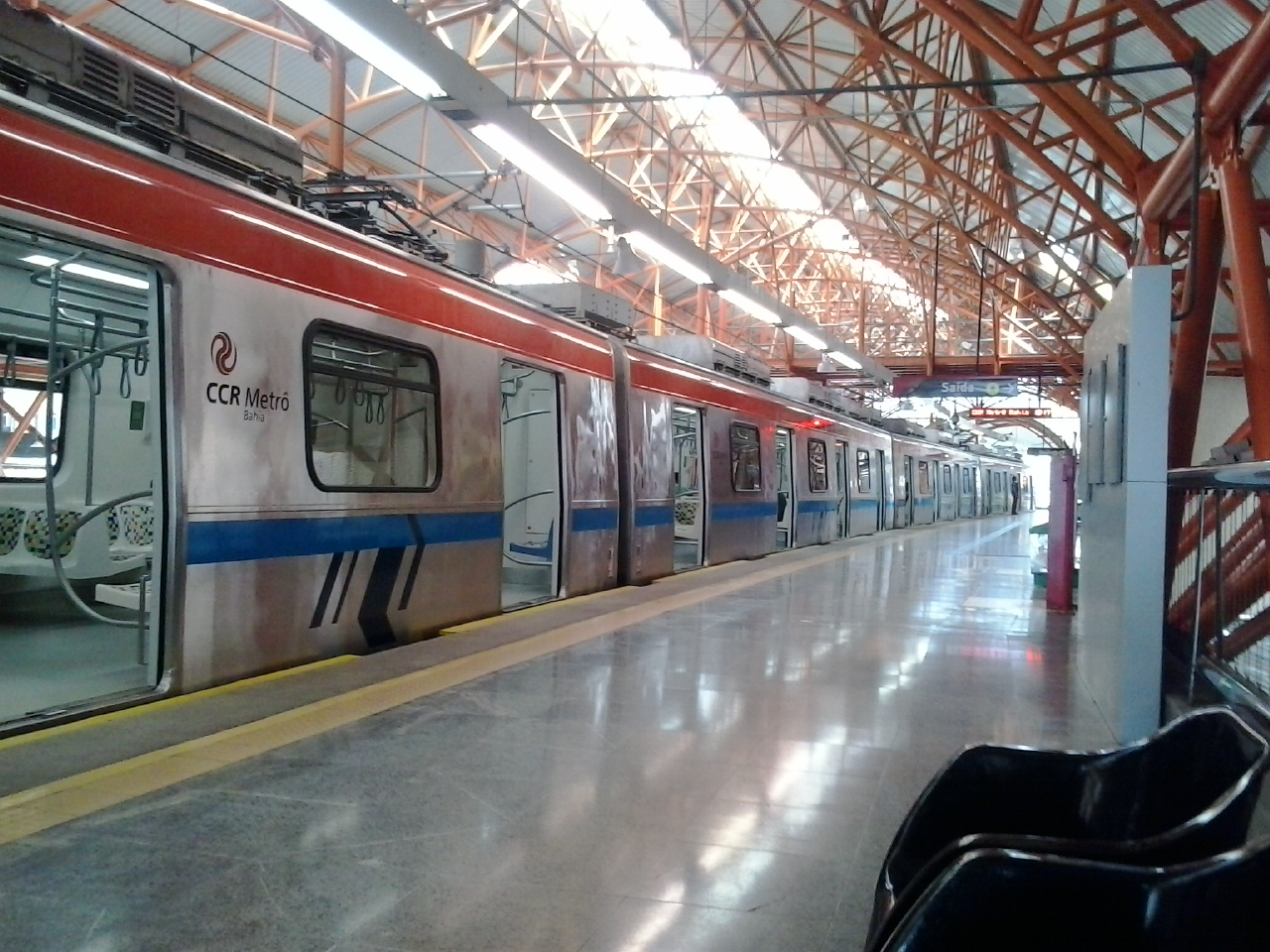
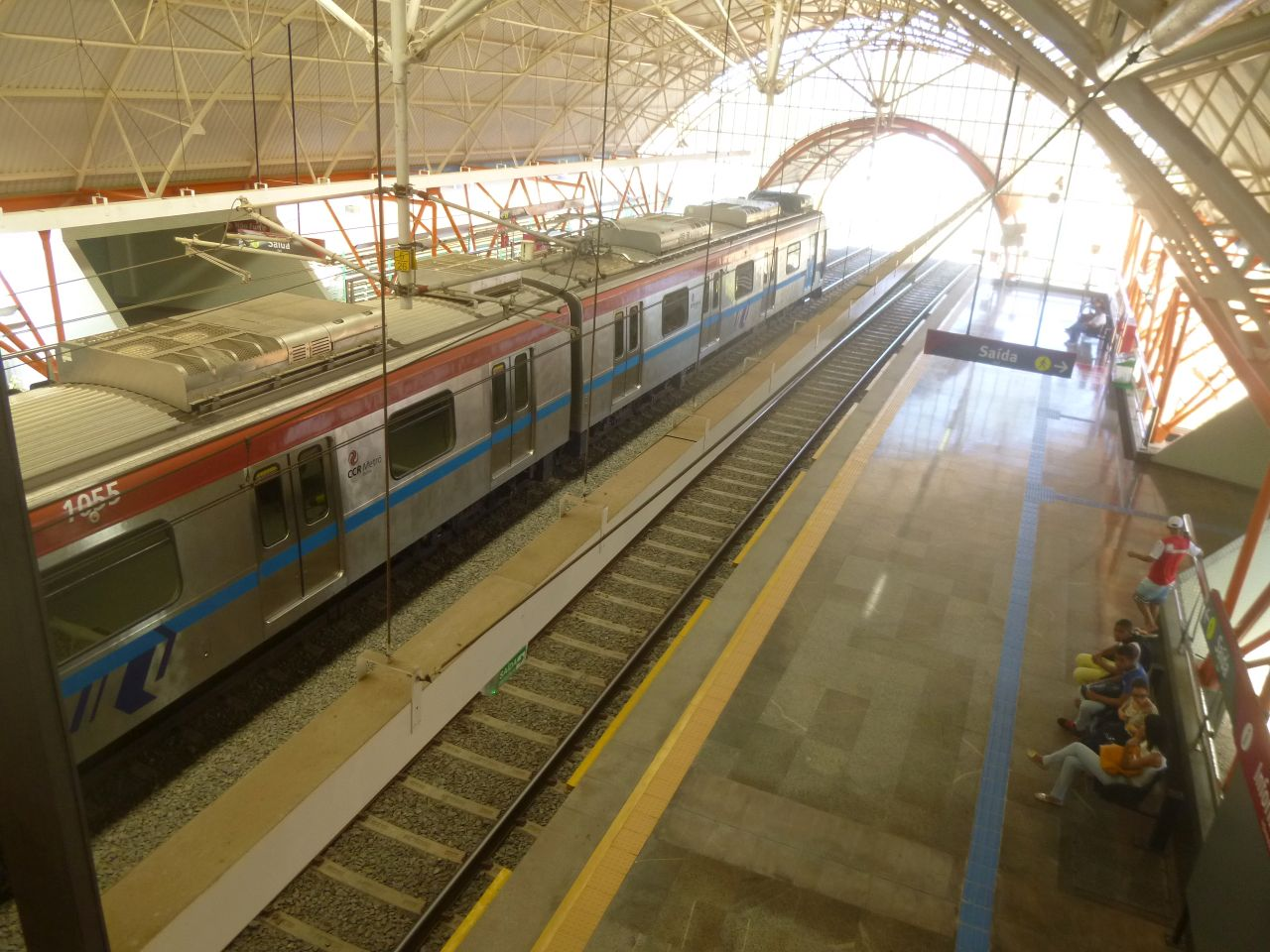
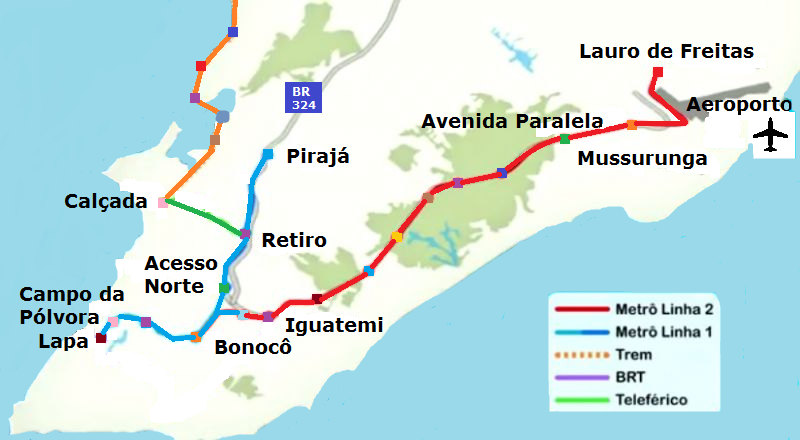
正縮尺にて描かれた路線図 （色逆注意）